# Brainiac (band)
Brainiac was een Amerikaanse indierockband opgericht in 1992. 

## Geschiedenis
De band stond volgens ingewijden in 1996 op het punt van doorbreken, nadat was overeengekomen met The Breeders dat zij mee zouden gaan op tournee om in het voorprogramma op te treden, maar een auto-ongeluk maakte abrupt een einde aan die toekomstverwachting. De band werd opgeheven in 1997 na het plotselinge overlijden van zanger Tim Taylor, die bij het auto-ongeluk om het leven kwam. Gitarist John Schmersal maakte na Brainiac een soloalbum en richtte vervolgens Enon op. In 2015 zong Schmersal ook het nummer New Day voor deephouseproducer Satoshi Tomiie.
Brainiacs bassist Monasterio werd na Brainiac videoregisseur en maakte twee clips voor Enon. In 2008 bracht hij ook een album uit met zijn band Model/Actress, waaraan ook Schmersal een bijdrage leverde.

## Discografie
- Superduperseven (7 inch, 1992, Limited Potential)
- I Could Own You (Live) (7-inchsplitsingle met Bratmobile, 1993, 12x12 Records)
- Smack Bunny Baby (album, 1993, Grass/BMG)
- Dexatrim (7-inchsplitsingle met Lazy, 1994, Simple Solution), John Schmersals debuut als nieuwe gitarist
- Bonsai Superstar (album, 1994, Grass/BMG)
- Cookie Doesn't Sing (7-inchsplitsingle met Today Is The Day, Chrome Cranks en Steel Pole Bathtub, deel 10 / cd-compilatie, 1995, Dope-Guns-'N-Fucking In The Streets, deel 8-11, Amphetamine Reptile Records)
- Internationale (7-inchsingle/ep, 1995, Touch & Go)
- Hissing Prigs in Static Couture (album, 1996, Touch & Go)
- Go! (4x7-inchsingle, Jabberjaw, deel 6, cd-compilatie, 1996, Mammoth Records)
- Electro-Shock for President (ep, 1997, Touch & Go)
- Petrified (single, Ubu Dance Party: A Tribute To Pere Ubu, cd-compilatie, 1997, Datapanic)